# Yuujin Character no Ore ga Motemakuru Wake Nai Darou?
Yuujin Character no Ore ga Motemakuru Wake Nai Darou? ( 友人キャラの俺がモテまくるわけないだろ?, Không đời nào một nhân vật phụ như tôi có thể nổi tiếng được nhỉ ?) là một bộ light novel hài lãng mạn Nhật Bản được viết bởi Sekaiichi và minh họa họa sĩ Tomari. Bộ truyện được xuất bản dưới dạng tiểu thuyết mạng từ ngày 15 tháng 5 năm 2018 trên trang Shousetsuka. Overlap phát hành phiên bản sửa đổi của bộ truyện kèm theo hình minh họa từ ngày 25 tháng 7 năm 2019 dưới ấn hiệu Overlap Bunko. Bộ truyện được xuất bản bằng tiếng Anh bởi Tentai Books dưới từ ngày 25 tháng 5 năm 2020. Bộ manga chuyển thể được minh họa bởi Harumare xuất bản trên tạp chí Manga 4-koma Palette từ ngày 22 tháng 2 năm 2021. Tính đến tháng 7 năm 2021, manga chuyển thể đã có 1 tập tankōbon được phát hành.

## Cốt truyện
Tomoki Yuuki, một học sinh năm hai cao trung bị mọi người xa lánh bởi vẻ bề ngoài có phần đáng sợ với vết sẹo to dưới mắt và làn da nhợt nhạt đến kì lạ. Một ngày nọ, Ike Touka, em gái người bạn thân nhất của Yuuji tỏ tình với cậu ấy trong khi cả hai gặp nhau chưa được bao lâu. Yuuji đã từ chối tuy nhiên Touka đã đề xuất một mối quan hệ "người yêu giả" để thu hút sự chú ý của anh trai vào mình.

## Nhân vật
- Ike Touka (池 冬華?)

Em gái của Haruma, bạn thân nhất của Yuuji. Trong chương truyện đầu tiên của manga chuyển thể, khi cô và Yuuji vừa mới gặp nhau không lâu, cô đã tỏ tình với Yuuji  tuy nhiên Yuuji không đồng ý và cô là người đã gợi ra việc diễn "người yêu giả".
- Tomoki Yuuji (友木 優児?)

Nhân vật chính của câu chuyện, Yuuji là một học sinh cao trung năm 2. Trong truyện, anh thường bị các học sinh khác sợ hãi vì làn da trắng nhợt nhạt và một vết sẹo dưới mắt.
- Ike Haruma (池 春馬?)

Bạn thân của Yuuji. Trong truyện, Hamura được miêu tả nổi tiếng nhất trường bởi ngoại hình và tính cách của mình tuy nhiên anh cũng được cho là không mấy thông minh trong những chuyện thường ngày.
- Hasaki Kana (葉咲 夏奈?)

Bạn thời thơ ấu của Haruma và Touka. Trong truyện, Kana có vẻ gì đó sợ Yuuji.
- Makiri Chiaki (真桐 千秋?)

Giáo viên của trường Yuuji, cô là một người có tính cách tốt và không sợ ngoại hình của Yuuji

## Các chuyển thể

### Light novel
Bộ light novel được viết bởi Sekaiichi và minh họa họa sĩ Tomari. Bộ truyện được xuất bản dưới dạng tiểu thuyết mạng từ ngày 15 tháng 5 năm 2018. Overlap phát hành phiên bản kèm hình minh họa từ ngày 25 tháng 7 năm 2019 dưới ấn hiệu Overlap Bunko. Phiên bản tiếng Anh được phát hành bởi Tentai Books dưới nhan đề "There's no way a side character like me could be popular, right?" từ ngày 25 tháng 5 năm 2020. Tính đến tháng 7 năm 2021, manga chuyển thể đã có 1 tập tankōbon được phát hành.

#### Danh sách tập truyện
| # | Ngày phát hành Tiếng Nhật | ISBN Tiếng Nhật   |
| - | ------------------------- | ----------------- |
| 1 | 25 tháng 7, 2019          | 978-4-86554-520-3 |
| 2 | 26 tháng 11, 2019         | 978-4-86554-571-5 |
| 3 | 25 tháng 8, 2020          | 978-4-86554-641-5 |
| 4 | 26 tháng 1, 2021          | 978-4-86554-803-7 |
| 5 | 26 tháng 7, 2021          | 978-4-86554-958-4 |

### Manga
Bộ manga chuyển thể được minh họa bởi Harumare xuất bản trên tạp chí Manga 4-koma Palette từ ngày 22 tháng 2 năm 2021.